# 司馬欣
司馬欣（？—前203年），秦朝長史，陳勝、吳廣大澤起事後，輔佐秦少府章邯作戰，而後投降楚軍，獲項羽封為塞王，都櫟陽，後來在成皋被漢軍擊敗，與曹咎一同自剄于汜水上。

## 生平
早年是櫟陽縣的監獄官員，最早見於《史記項羽本紀》。項梁曾犯事被櫟陽縣令逮捕，項梁於是請蘄縣監獄官員曹咎寫信給司馬欣，事情才得到平息。
秦二世二年冬，反秦的陳勝軍聲勢浩大，陳勝部將周文（又名周章）等人率兵十萬人逼近秦都咸陽。章邯建議二世赦免驪山刑徒，把他們編成軍隊以對抗陳勝軍，二世便任命章邯為將，長史司馬欣、都尉董翳輔佐章邯作戰。
秦二世三年（前207年）章邯率兵渡過黃河攻趙，把趙王趙歇圍困於鉅鹿。楚將項羽率兵救趙，楚軍「一以當十」，在鉅鹿之戰中大敗秦軍王離。
章邯派司馬欣向咸陽請求援兵，但趙高不允，並派人追殺司馬欣。司馬欣回到軍營後告訴章邯秦廷已被趙高控制，無論打勝仗或打敗仗一樣會被殺。章邯亦擔心趙高迫害，率兵向項羽投降，二十餘萬秦國降兵不久便被項羽下令坑殺。

### 受封塞王
秦朝滅亡之後，項羽封劉邦為漢王，統治秦嶺以南的漢中，而另封原秦朝三位降將為王，統治關中地區，以遏制劉邦。由此封章邯為雍王，管轄關中西部；封司馬欣為塞王，管轄關中東部；封董翳為翟王，管轄關中北部。《史記》、《漢書》等書將此三位秦將稱為「三秦」。
漢王二年，司馬欣、董翳降漢。
漢王四年，司馬欣在成皋之戰中助楚國大司馬曹咎守城，但曹咎中了劉邦的激將法而出戰，在其半渡汜水時遭到漢軍襲擊，曹咎大敗，被漢將陈署圍困，曹咎、司馬欣皆自刎；之後漢王受傷入關，傷癒後到了司馬欣的故鄉櫟陽，將司馬欣再斬首了一次。

## 影視形象
- 2012年中國古裝歷史劇《楚汉传奇》由吴晓东飾演。